# Lagom
Lagom (uitspraak: ˈlɑ̀ːɡɔm), is een Zweeds woord met de betekenis: 'bijna perfect', 'voldoende', 'adequaat', 'precies zo goed/veel als het zou moeten zijn'.
Volgens het Svenska Akademiens ordbok (woordenboek van de Zweedse Academie) gaat lagom terug op een oude meervoudsvorm van het woord lag, 'wet', waarbij de uitgang -um in het Oudzweeds de derde naamval (datief) meervoud aangaf. De oorspronkelijke betekenis van laghum, zoals het toen gewoonlijk gespeld werd, was 'volgens de wet', 'wettelijk'. Dit hoeft niet per se te slaan op juridische wetgeving.
Ook volgens het Zweedse Nationalencyklopedins ordbok is lagom datief meervoud van lag, maar dan in de betekenis van 'juiste positie', 'juiste verhouding'. De Zweedse uitdrukking i olag betekent het tegenovergestelde: 'niet in orde' (letterlijk: 'in on-orde'). Lagom is de hoeveelheid die nodig is om te zorgen dat iets in orde is, zoals het moet zijn.
Het woord lagom wordt meestal beschouwd als uniek en zonder tegenhanger in andere talen. In het Noors bestaat lagom ook, maar met een licht afwijkende connotatie. De Noorse woorden passelig en passe vormen een betere vertaling, evenals het Deens tilpas. In diverse talen die geen direct verband met het Zweeds hebben, komen woorden met een soortgelijke strekking voor, bijvoorbeeld in het Servo-Kroatisch (taman), Ests (paras) en Japans (choudo). Deze termen kunnen gebruikt worden als vertaling voor lagom, mits men een klein semantisch verschil accepteert. Het Nederlands kent geen equivalent van lagom.